# Aristide Bancé
Aristide Bancé (Abidjan, Elefántcsontpart, 1984. szeptember 19. –) Burkina Fasó-i labdarúgó. Az elefántcsontparti Abidjanban született, de a Burkina Fasó-i labdarúgó-válogatott színeiben szerepel. Jelenleg a német FC Augsburg csatára.

## Pályafutása
A labdarúgást Afrikában tanulta, de európai és ázsiai csapatoknál tölti pályafutása legnagyobb részét. Belgiumban, Ukrajnában, Németországban, Törökországban, valamint két közel-keleti kis államban, Katarban és Dubajban is játszott. A Lokerennél és a Mainz-nál töltött időszaka volt a legsikeresebb.
Elefántcsontparton született és első csapatai is ebből az országból valók, a Burkina Fasó-i válogatott tagjaként lett nemzetközileg ismert. Legnagyobb sikereként a 2013-as afrikai nemzetek kupáján csapatával döntőbe jutott, ráadásul az elődöntőben ő szerezte csapata gólját.
Bancé sógora a sokszoros elefántcsontparti válogatott csatár Aruna Dindane.

## Külső hivatkozások
- Hivatalos honlapja
- Adatlapja a kicker.de oldalán
- Adatlapja a national-football-teams.com oldalán